# 양양군의 행정 구역
양양군의 행정 구역은 1읍 5면으로 법정리 124개, 436개 반이다. 양양군의 면적은 629.32 km2이며, 인구는 2012년 3월 31일을 기준으로 12,744 세대, 27,799명이다. 그 중 42%가 양양읍에 거주한다. 양양군의 남녀 성비는 104이다.

## 행정 구역

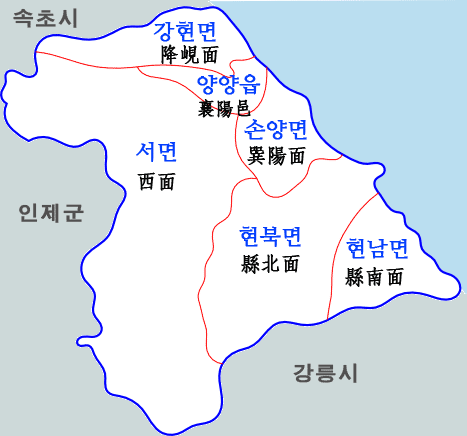
양양군의 행정구역

| 읍면   | 한자   | 세대   | 인구   | 면적   | 법정리 |
| ------ | ------ | ------ | ------ | ------ | --- |
| 양양읍 | 襄陽邑 | 4,978  | 11,721 | 32.35  | 군행리(軍餉里), 성내리(城內里), 구교리(舊校里), 연창리(連昌里), 송암리(松岩里), 청곡리(靑谷里), 포월리(浦月里), 조산리(造山里), 사천리(仕川里), 기리(基里), 정손리(丁巽里), 감곡리(甘谷里), 화일리(禾日里), 거마리(車馬里), 임천리(林泉里), 내곡리(奈谷里), 서문리(西門里), 남문리(南門里), 월리(月里) |
| 서면   | 西面   | 1,521  | 3,215  | 268.06 | 상평리(上坪里), 범부리(凡阜里), 북평리(北坪里), 용천리(龍泉里), 수리(水里), 내현리(內峴里), 서선리(西仙里), 장승리(長承里), 논화리(論化里), 송어리(松魚里), 송천리(松川里), 북암리(北庵里), 공수전리(公須田里), 용소리(龍沼里), 오색리(五色里), 가라피리(加羅皮里), 영덕리(盈德里), 서림리(西林里), 미천리(米川里), 갈천리(葛川里)                                                                         |
| 손양면 | 巽陽面 | 1,139  | 2,429  | 47.32  | 송현리(松峴里), 수여리(水余里), 금강리(金崗里), 송전리(松田里), 가평리(柯坪里), 오산리(鰲山里), 학포리(鶴浦里), 도화리(桃花里), 수산리(水山里), 동호리(銅湖里), 상운리(祥雲里), 여운포리(如雲浦里), 하양혈리(下陽穴里), 상양혈리(上陽穴里), 밀양리(密陽里), 주리(舟里), 우암리(牛岩里), 부소치리(扶蘇峙里), 삽존리(揷存里), 석계리(石界里), 와리(瓦里), 상왕도리(上旺道里), 하왕도리(下旺道里), 간리(間里) |
| 현북면 | 縣北面 | 1,414  | 2,871  | 164.47 | 기사문리(基士門里), 잔교리(棧橋里), 대치리(大峙里), 명지리(明池里), 말곡리(末谷里), 상광정리(上光丁里), 중광정리(中光丁里), 하광정리(下光丁里), 어성전리(漁城田里), 법수치리(法水峙里), 원일전리(元日田里), 면옥치리(綿玉峙里), 장리(獐里), 도리(陶里) |
| 현남면 | 縣南面 | 1,662  | 3,351  | 64.34  | 인구리(仁邱里), 북분리(北盆里), 동산리(洞山里), 두리(斗里), 창리(昌里), 시변리(市邊里), 죽리(竹里), 정자리(亭子里), 광진리(廣津里), 전포매리(前浦梅里), 후포매리(後浦梅里), 견불리(見佛里), 상월천리(上月川里), 하월천리(下月川里), 주리(酒里), 입암리(笠岩里), 임호정리(臨湖亭里), 원포리(遠浦里), 지리(池里), 지경리(地境里), 남애리(南涯里)                                                             |
| 강현면 | 降峴面 | 2,030  | 4,212  | 52.78  | 물치리(沕淄里), 강선리(降仙里), 하복리(下福里), 중복리(中福里), 상복리(上福里), 회룡리(回龍里), 장산리(長山里), 석교리(石橋里), 간곡리(間谷里), 둔전리(屯田里), 물갑리(勿甲里), 사교리(沙橋里), 금풍리(金風里), 침교리(砧橋里), 적은리(積銀里), 방축리(防築里), 광석리(廣石里), 답리(畓里), 주청리(酒廳里), 전진리(前津里), 용호리(龍湖里), 정암리(釘岩里)                                                 |
| 총계   | 襄陽郡 | 12,744 | 27,799 | 629.32 | |

## 역사
- 1895년 강릉부 양양군으로 개편하였다.[3]
- 1896년 강원도 양양군으로 개편하였다.[4]
- 1914년 4월 1일 7면으로 개편하였다.[5]

| 조선총독부령 제111호 |             | |
| 구 행정구역 | 신 행정구역 | 신 행정구역 |
| 양양군 군내면(郡內面) 구교동, 군행리, 남문리, 성내리, 송암리(松巖里), 연창리, 혹동, 청곡리 | 군내면      | 구교리, 군행리, 남문리, 성내리, 송암리(松岩里), 연창리, 월리, 청곡리 |
| 양양군 부남면(部南面) 내곡리, 임천리, 서문리, 거마리, 화일리 | 군내면      | 내곡리, 임천리, 서문리, 거마리, 화일리 |
| 양양군 위산면(位山面) 감곡리, 기동, 사천리, 조산리, 포월리, 하손리 | 군내면      | 감곡리, 기리, 사천리, 조산리, 포월리, 하손리 |
| 양양군 강선면(降仙面) | 강현면      | 간곡리, 강선리, 둔전리, 물치리, 상복리, 석교리, 중복리, 침교리, 하복리, 회룡리                                                                                                   |
| 양양군 사현면(沙峴面) | 강현면      | 광석리, 금풍리, 답리, 용호리, 물갑리, 방축리, 사교리, 장산리, 적은리, 전진리, 정암리, 주청리                                                                                     |
| 양양군 도문면(道門面) 내물치리, 대포리, 상도문리, 정고리/장항리/토왕성리, 중도문리 일부, 하도문리 | 도천면      | 내물치리(內沕淄里), 대포리, 상도문리, 장항리(獐項里), 중도문리, 하도문리 |
| 양양군 소천면(所川面) 노리, 논산리, 속초리, 부월리, 외옹치리 | 도천면      | 노리, 논산리(論山里), 속초리(束草里), 부월리(扶月里), 외옹치리(外甕峙里) |
| 양양군 서면(西面) 가라피리, 갈천리 일부, 공수전리, 내현리, 논화동, 미천동, 범부리, 북암리, 북평리, 상평리, 서림리, 서선리, 송어리, 송천리, 수동, 영덕리, 오색리, 용소동, 용천리, 장승리, 명지가리/갈천리 일부/(인제군 내면)광현리 | 서면        | 가라피리, 갈천리, 공수전리, 내현리, 논화리, 미천리, 범부리, 북암리, 북평리, 상평리, 서림리, 서선리, 송어리, 송천리, 수리, 영덕리, 오색리, 용소리, 용천리, 장승리, 조개리(早開里) |
| 양양군 동면(東面) 가평리, 금강리, 도화동, 동호리, 송전리, 수산진, 오산진 | 손양면      | 가평리, 금강리, 도화리, 동호리, 송전리, 수산리, 오산리 |
| 양양군 남면(南面) 간동, 밀양리, 부소치리, 삽존리 일부, 상양혈리, 상왕도리, 상운리, 송현리, 수종리/송촌, 여운포리, 와동, 우암리, 주촌/하양혈리 일부, 하양혈리 일부, 하왕도리, 학포리                                               | 손양면      | 간리, 밀양리, 부소치리, 삽존리 일부, 상양혈리, 상왕도리, 상운리, 석계리, 송현리, 수여리, 여운포리, 와리, 우암리, 주리, 하양혈리, 하왕도리, 학포리                                |
| 양양군 현북면(縣北面) 기사문리 일부, 대치리, 도리, 말곡리, 면옥치리, 명지리, 법수치리, 상광정리, 어성전리, 원일전리, 잔교리/기사문리 일부, 장리, 중광정리, 하광정리                                                               | 현북면      | 기사문리, 대치리, 도리, 말곡리, 면옥치리, 명지리, 법수치리, 상광정리, 어성전리, 원일전리, 잔교리, 장리, 중광정리, 하광정리                                                       |
| 양양군 현남면(縣南面) | 현남면      | 견불리, 광진리, 남애리, 동산리, 두리, 북분리, 시변리, 상월천리, 원포리, 인구리, 임호정리, 입암리, 전포매리, 정자리, 주리, 죽리, 지경리, 지리, 창리, 하월천리, 후포매리           |
7면 - 군내면, 손양면, 강현면, 도천면, 서면, 현북면, 현남면
- 1919년 고성군 토성면, 죽왕면을 양양군에 편입하고, 군내면을 양양면으로 개칭하였다. (9면)
- 1937년 도천면을 속초면으로 개칭하였다.
- 1942년 10월 1일 속초면을 속초읍으로 승격하였다.[6] (1읍 8면)
- 1945년 8월 15일 소군정의 관할에 두었다. 단 서면 일부, 현남면, 현북면은 미군정의 관할에 두었다.
- 1945년 9월 16일 미군정 관할의 양양군을 강릉군에 편입하였다.
- 한국 전쟁 이후 대한민국의 행정구역으로 바뀌었다.
- 1954년 11월 17일 양양군을 강원도의 관할에 두었다.[7] (1읍 7면)

| 법률 제350호 수복지구임시행정조치법                                 |
| 신 행정구역                                                         |
| 양양군 속초읍, 양양면, 손양면, 강현면, 토성면, 죽왕면, 서면, 현북면 |
- 1963년 1월 1일 속초읍을 속초시로 승격하고, 죽왕면과 토성면을 고성군에, 명주군 현남면을 양양군에 환원하였다.[8][9] (6면)
- 1954년 11월 17일 서면 조개리를 명개리로 개칭하였다.
- 1973년 7월 1일 서면 명개리가 홍천군 내면으로 편입됨[10]
- 1979년 5월 1일 양양면을 양양읍으로 승격하였다.[11] (1읍 5면)